# Dive (Thouet)
Die Dive ist ein Fluss in Frankreich, der in den Regionen Nouvelle-Aquitaine und Pays de la Loire verläuft. Sie entspringt im Gemeindegebiet von Maisonneuve, entwässert generell in nördlicher Richtung, erreicht den Regionalen Naturpark Loire-Anjou-Touraine und mündet nach rund 72 Kilometern unterhalb von Saint-Just-sur-Dive als rechter Nebenfluss in den Thouet. Auf ihrem Weg durchquert sie die Départements Vienne, Deux-Sèvres und Maine-et-Loire.

## Schifffahrt
Der Flussabschnitt zwischen der Mündung und dem Ort Pas-de-Jeu (28 Kilometer) ist kanalisiert und Teil des Canal de la Dive, der auf dem Thouet seine Fortsetzung findet und bis zur Loire-Mündung weiterführt. Ursprünglich als Verbindung zwischen Loire und Charente geplant, wurde der bestehende Teil 1834 in Betrieb genommen, der weitere Ausbau wurde gestoppt. Auf der Dive wurden 9 Schleusen errichtet, die der damaligen Schiffsnorm Becquey (32 × 5,20 Meter) entsprachen. Der Kanal wurde hauptsächlich von Treidelkähnen genutzt, die zumeist Landesprodukte zum Weitertransport an die Loire lieferten. Durch den Ausbau der Eisenbahn ging das Frachtaufkommen mehr und mehr zurück, der Schiffsverkehr am Kanal wurde 1957 gänzlich eingestellt.

## Orte am Fluss
(Reihenfolge in Fließrichtung)
- Maisonneuve
- La Grimaudière
- Moncontour
- Pas-de-Jeu
- Curçay-sur-Dive
- Antoigné
- Brézé
- Saint-Just-sur-Dive